# Restaurante Fasano
Fasano é um restaurante localizado nos Jardins, em São Paulo e que anteriormente se localizava no Conjunto Nacional, na Avenida Paulista, na mesma cidade.
Foi fundado em 1930, por Vittorio Fasano, no Centro antigo de São Paulo. Posteriormente, o Restaurante Fasano abriu uma filial na Avenida Paulista. Ruggero Fasano abriu neste espaço gastronômico uma confeitaria e um jardim de inverno.
Era, também, uma casa de espetáculos, desfilaram nomes famosos como o  cantor americano Nat King Cole, o ator inglês David Niven, a atriz alemã Marlene Dietrich e a atriz americana Ginger Rogers. O príncipe de Gales, Eduardo VIII, o presidente americano Dwight Eisenhower e o presidente da República de Cuba, Fidel Castro. Nos finais de ano, o salão do restaurante era ocupado por bailes de formatura animados pelas melhores orquestras do Brasil, entre elas se destacava a do maestro Silvio Mazzuca.
O Restaurante Fasano deixou a Avenida Paulista em 1982, tendo sido sucedido pela Liquigás e hoje ocupa um espaço no inédito e sofisticado Hotel Fasano, à Rua Vitório Fasano, nos Jardins, sendo aclamado, desde sua inauguração, pela grande crítica.
É um dos restaurantes mais premiados pela revista Veja São Paulo e é considerado um dos maiores e mais conceituados restaurantes de São Paulo, sendo eleito em 2012 como o melhor restaurante de São Paulo pelo público e o melhor restaurante italiano pelo júri em pesquisa feita pela Datafolha.
O restaurante tem uma filial em Ipanema, no Rio de Janeiro.